# Кухари-Борове
Кухари-Борове (пол. Kuchary Borowe) — село в Польщі, у гміні Рихвал Конінського повіту Великопольського воєводства.
Населення — 300 осіб (2011).
У 1975-1998 роках село належало до Конінського воєводства.

## Демографія
Демографічна структура станом на 31 березня 2011 року:
|          | Загалом | Допрацездатний вік | Працездатний вік | Постпрацездатний вік |
| -------- | ------- | ------------------ | ---------------- | -------------------- |
| Чоловіки | 155     | 35                 | 102              | 18                   |
| Жінки    | 145     | 32                 | 83               | 30                   |
| Разом    | 300     | 67                 | 185              | 48                   |